# MF Grimm
Percy Carey más néven MF Grimm, GM Grimm, The Grimm Reaper, Superstar Jet Jaguar, Build and Destroyer, egy amerikai underground rapper, zenei producer és Eisner-díjra jelölt képregényíró New Yorkból.

## Élete
Percy Carey Harlemben nőtt fel és a szomszédja Morgan Freeman segített neki, hogy gyerekszínészként felléphessen a Sesame Streetben, amit négy évig folytatott.
A középiskolában Carey folytatta szenvedélyét, a rapet, elkezdte a karrierjét építeni.
Karrierje elején megalapította The Gravediggaz együttest Roc Raidával. Közreműködik olyan legendákkal, mint Kool G Rap és KMD.
1993-ban freesytle rapperként elért sikerek ösztönözték, hogy kiadja első 12" számát "So Whatcha Want Nigga?" amit Atlantában adott elő olyan nevekkel, mint Lady of Rage, Tupac Shakur, Dogg Pound. Grimm közeledett a nagyobb kiadókhoz.

### Gyilkossági kísérlet áldozata
1994-ben Grimm túlélt egy gyilkossági kísérletet, amelyben viszont meghalt a nevelőapja. Hétszer lőtték meg ekkor, de korábban, 1986-ban egy hasonló esetben már háromszor meglőtték. Az 1994-es gyilkossági kísérletben megvakult, megsüketült és deréktól lefelé megbénult. Az orvosok azt jósolták, hogy ilyen állapotban marad élete végéig. Grimm azonban visszanyerte látását, hallását, beszédképességét, ám még ma is tolószékben van.

### Az eset után
Grimm elment a Fondle 'Em kiadóhoz, hogy felvegyen jó pár dalt MF DOOM közreműködésével, amiket kiadtak MF EP címmel.
Grimm megalapította a Day By Day Entertainment a '90-es végén. Ugyanebben az időben alapított egy együttest is Monsta Island Czars néven.

### Élet a börtönben
2000-ben Grimmet életfogytiglani börtönbüntetésre ítéltek narkotikum és összeesküvés vádakkal. Kifizetett egy egy napos szabadságot, amit 100,000 dollárjába került. Ebben a 24 órában felvette "The Downfall of Ibilys: A Ghetto Opera" albumát. A börtönben Grimm jogot tanult. 2003-ban szabadlábra helyezték, miután 3 évre lecsökkentette a büntetését.

### A börtön után
Grimm élete a "Sentences: The Life Of MF Grimm" című képregényben olvasható, amit a DC Comics adott ki 2007 szeptemberében.
2008-ban két kategóriában jelölték Eisner-díjra ezeket nem nyerte meg, de a Glyph-díjat mind a két kategóriában is megnyerte.

## Albumai
- 2000: MF EP (MF Doommal)
- 2002: The Downfall of Ibliys: A Ghetto Opera (GM Grimm néven)
- 2004: Digital Tears: E-mail from Purgatory
- 2004: Special Herbs and Spices Volume 1
- 2005: Scars and Memories
- 2006: American Hunger
- 2007: The Hunt For The Gingerbread Man
- 2009: You Only Live Twice
- 2010: Supreme Excellence

## Fordítás
- Ez a szócikk részben vagy egészben  a   MF Grimm című angol Wikipédia-szócikk fordításán alapul.  Az eredeti cikk szerkesztőit annak laptörténete sorolja fel. Ez a jelzés csupán a megfogalmazás eredetét és a szerzői jogokat jelzi, nem szolgál a cikkben szereplő információk forrásmegjelöléseként.

## További információ
- Hivatalos oldal
- MF Grimm a Facebookon
- MF Grimm az Internet Movie Database-ben (angolul)